# Нинисельга
Ни́нисельга (карел. Niiniselgy, где niini — липа, selgy — холм) — деревня в составе Коверского сельского поселения Олонецкого национального района Республики Карелия.

## Общие сведения
Расположена на северном берегу озера Нинисельгское.
В августе 2014 г. в деревне открыта деревянная часовня во имя великого князя Владимира.

## Население
| 2002 | 2009 | 2010 | 2013 |
| ---- | ---- | ---- | ---- |
| 17   | ↘15  | ↘8   | ↗9   |

## Интересные факты
Памятник архитектуры середины XIX века — амбар хлебный из деревни Нинисельга был перенесен в музей-заповедник «Кижи» (По другим сведениям, до 1970-х годов существовала деревня Нинисельга недалеко от Пряжи, и амбар был перевезён в Кижи именно оттуда).